# Tropidolomia cristata
Tropidolomia cristata är en insektsart som beskrevs av Heinrich Julius Tode 1966. Tropidolomia cristata ingår i släktet Tropidolomia och familjen hornstritar. Inga underarter finns listade i Catalogue of Life.